# هاجیمه موری‌یاسو
هاجیمه موری‌یاسو (به انگلیسی: Hajime Moriyasu) بازیکن پیشین و مربی کنونی فوتبال اهل ژاپن است. او هم‌اکنون هدایت تیم ملی فوتبال ژاپن را برعهده دارد.

## افتخارات

### به عنوان بازیکن

#### ملی
ژاپن
- جام ملت‌های آسیا(۱): ۱۹۹۲

### به عنوان مربی
سانفریس هیروشیما
- جی‌لیگ(۳): ۲۰۱۲، ۲۰۱۳، ۲۰۱۵
- سوپر جام فوتبال ژاپن(۲): ۲۰۱۳، ۲۰۱۴
- جام باشگاه‌های جهان: ۲۰۱۵ رتبه سوم

زیر ۲۳ سال ژاپن
- بازی‌های آسیایی: ۲۰۱۸ نایب قهرمان

ژاپن
- جام ملت‌های آسیا: ۲۰۱۹ نایب‌قهرمان

### فردی
- مربی سال جی‌لیگ(۳): ۲۰۱۲، ۲۰۱۳، ۲۰۱۵